# Cmentarz wojenny nr 242 – Zasów
Cmentarz wojenny nr 242 – Zasów – austriacki cmentarz z I wojny światowej, znajdujący się w miejscowości Zasów.
Zaprojektowany przez Gustava Rossmanna. Znajduje się obok cmentarza parafialnego. Do cmentarza prowadzi betonowa brama z krzyżem greckim. W centralnej części znajduje się betonowy pomnik. Spoczywa tutaj 238 żołnierzy austro-węgierskich oraz niemieckich.